# Enlinia robinsoni
Enlinia robinsoni är en tvåvingeart som beskrevs av Steyskal 1975. Enlinia robinsoni ingår i släktet Enlinia och familjen styltflugor.
Artens utbredningsområde är Oklahoma. Inga underarter finns listade i Catalogue of Life.